# James Hazen Hyde
Pour les articles homonymes, voir Hyde.
James Hazen Hyde (New York, 6 juin 1876 - Saratoga Springs, 26 juillet 1959) est un homme d'affaires, bibliophile et philanthrope américain.

## Biographie
Fils d'Annie Fitch et d'Henry Baldwin Hyde (1834-1899), fondateur de la compagnie d'assurance américaine « The Equitable life assurance society of U. S. » (The Equitable (en)), James H. Hyde intègre l'université Harvard pour y étudier le management.
Âgé de 23 ans, il hérite de la majorité des parts du premier groupe d'assurance américain, fort de ses 48 filiales : à la tête d'une fortune personnelle évaluée à 500 millions de dollars, et tout en occupant la position de vice-président, il entame une vie mondaine qui le mène souvent en France, pays qu'il apprécie particulièrement. Il est l'une des dernières figures majeures de la période dorée (1870-1914) américaine.
Le 30 janvier 1905, il organise un énorme bal costumé d'époque Louis XV au Sherry's, restaurant huppé de Manhattan avec pour invitée d'honneur l'actrice Réjane, alors en tournée américaine : toute la haute société se presse au rendez-vous. Le lendemain, révolution de palais : les principaux membres du conseil d'administration, à savoir E. H. Harriman, Henry Clay Frick, J.P. Morgan et le président d'Equitable Life, James Waddell Alexander, font savoir à la presse que James a utilisé les fonds propres de l'entreprise, soit 200 000 dollars, pour financer ce qu'ils jugent être une soirée dispendieuse et indigne d'un homme de ce rang. À la suite d'une campagne de presse calomnieuse et à une commission d'enquête dirigée par Charles Evans Hughes qui visait le monde des assurances, James démissionne en 1906, mais menace de retirer tous ses capitaux : la panique s'empare de Wall Street. Une contre-enquête diligentée plus tard par le gouverneur de l’État de New York montra que la soirée avait été financée sur les fonds personnels de James H. Hyde mais il était trop tard : James avait liquidé plus de 2,5 millions de dollars d'actifs.
James quitte les États-Unis quelques semaines après le scandale, et vient s'installer à Versailles, rue de l'Ermitage, dans un pavillon ayant appartenu à la marquise de Pompadour. Il vécut aussi à Paris, 18 rue Adolphe-Yvon (16e arrondissement).
Le 23 novembre 1913, il épouse en premières noces Martha de Gontaut-Biron, née Leishman (1882-1944), fille de l'ambassadeur John George Alexander Leishman (en), dont un fils, Henry Baldwin Hyde II (1915-1997), qui épousa en 1941 la Française Émilie de La Grange, fille d'Amaury de La Grange, et sœur du musicologue Henry-Louis de La Grange. Martha et James divorcent en 1918.
Durant la Première Guerre mondiale, il est ambulancier automobile et apporte son soutien financier à la France : il reçoit la médaille de la Reconnaissance française.
Le 10 janvier 1920, il est reçu à l'université de Rennes, qui lui décerne le titre de docteur honoris causa pour avoir aidé à promouvoir la langue française dans les universités américaines.
En 1930, à Versailles, il épouse Helena Holbrook Walker (1875-1959) mais ils divorcent en 1932.
En 1938, il est élu à titre étranger membre de l'Académie des sciences morales et politiques. Enfin, il est élevé à la dignité de grand-croix de la Légion d'honneur pour « toute une vie consacrée au resserrement de l'amitié franco-américaine ».
En septembre 1940, il revient à New York et s'installe dans une suite du Savoy-Plaza Hotel, où il demeura pratiquement jusqu’à sa mort.
Il est inhumé au cimetière national de Calverton.

## La fondation Hyde et l'amitié franco-américaine
Encore étudiant à l'Université Harvard, il crée et préside le « Cercle français » des étudiants avant d'initier en 1897 dans l'université de Cambridge une "conférence française" donnée chaque année par un éminent professeur français aux États-Unis dans le domaine de la critique, des lettres, de l'histoire de l'art, des sciences morales ou politiques. Par réciprocité, il propose à Harvard et à Paris de créer une "conférence anglaise" en France dont la première est donnée par Barrett Wendell en 1904, éminent professeur de littérature de son université.
Entre 1906 et 1914, bibliophile et francophile averti, il fut l'un des mécènes les plus discrets de la vie intellectuelle française. Hyde est le fondateur de la Fédération des Alliances françaises dont il assura la présidence jusqu'en 1953. Il jeta également les bases de plusieurs bibliothèques de recherche : ainsi, la Bibliothèque des Arts décoratifs comprend le fonds « James Hazen Hyde », soit 5 000 livres constituant la bibliothèque d’un collectionneur des quatre parties du Monde, fonds qui fut offert en 1945. La bibliothèque municipale de Versailles hérita, elle, de plus de 10 000 volumes.